# Club Atlético Boca Juniors 1913
Questa voce raccoglie le informazioni riguardanti il Boca Juniors nelle competizioni della stagione 1913.

## Stagione
Il 10 febbraio 1913 la AFA, in seguito alla scissione della FAF, decide di promuovere in Primera División il Boca Juniors insieme a tutte le squadre che la stagione precedente componevano la Intermedia División (Estudiantil Porteño, Platense, Olivos, Comercio, Riachuelo e Ferro Carril Oeste), la squadra vincitrice della Segunda División (il Banfield) e il Ferrocarril Sud. Data la mancanza di tempo per poter svolgere un girone unico di andata e ritorno, a metà del campionato la AFA decide di dividere le squadre partecipanti in due gironi comprendenti le prime 11 squadre classificate, ed il Boca Juniors finisce il campionato in 2ª posizione nel girone B, a 5 punti dal San Isidro (che perderà la finale campionato contro il Racing di Avellaneda).
Il Boca inoltre disputa due coppe nazionali: la Copa Competencia, dove viene eliminato ai sedicesimi di finale dal San Isidro e la Copa de Honor, dove invece viene sconfitto dall'Estudiantes de Buenos Aires ai quarti di finale.
Nella stagione 1913 il Boca Juniors, dovendo affrontare squadre più forti rispetto a quelle finora sfidate, rivoluziona il reparto d'attacco che, a parte Calomino e Taggino, è quasi completamente rinnovato con l'apporto di alcuni ragazzi promettenti delle giovanili e l'acquisto del suo primo giocatore dall'estero, cioè l'attaccante mancino uruguayano Angel Romano, ex Nacional e C.U.R.C.C. (progenitore dell'odierno Peñarol) e giocatore della sua nazionale. "El Loco" Romano rimarrà al Boca fino al 1915 diventando un idolo dei tifosi con i suoi gol e la sua classe. Tra i pali il giovane Juan Bidone è il primo portiere del Boca Juniors in Primera, mentre non segue la squadra nella sua prima esperienza nel massimo livello calcistico Máximo Pieralini.
Il 1913 non è solo l'anno di esordio del Boca Juniors in Primera, bensì è anche l'anno del primo Superclásico in Primera División tra gli xeneizes e gli acerrimi rivali del River Plate. Già in precedenza le due squadre si era affrontate due volte, ma in gare amichevoli. Il 24 agosto 1913, invece, Boca e River si affrontano per la prima volta in una gara ufficiale, in un campionato organizzato dalla AFA. La prima vittoria la ottiene il River Plate per 2-1.

## Maglie e sponsor
Il Boca Juniors, con l'esordio in Primera División, oltre ad adottare per la prima volta dei pantaloncini di colore diverso dal bianco (saranno neri in questa prima colorazione), abbandona definitivamente la striscia diagonale gialla e la pone in orizzontale: una scelta stilistica che da quel lontano 1913 contraddistingue la prima maglia xeneize.
| 1ª divisa |

## Rosa
| N. |                      | Ruolo | Calciatore         |
| -- | -------------------- | ----- | ------------------ |
| -- | Argentina (bandiera) | P     | Juan Virtù Bidone  |
| -- | Argentina (bandiera) | P     | Juan Bruzán        |
| -- | Argentina (bandiera) | D     | Octavio Cichero    |
| -- | Argentina (bandiera) | D     | Juan Garibaldi     |
| -- | Argentina (bandiera) | D     | Horacio Lamelas    |
| -- | Argentina (bandiera) | C     | Carlos Capellini   |
| -- | Argentina (bandiera) | C     | Miguel Elena       |
| -- | Argentina (bandiera) | C     | Alfredo Frattini   |
| -- | Argentina (bandiera) | C     | Luis Giardini      |
| -- | Argentina (bandiera) | C     | Policarpo Martínez |
| -- | Argentina (bandiera) | C     | Marcos Mayer       |
| -- | Argentina (bandiera) | C     | Juan Priano        |
| -- | Argentina (bandiera) | C     | Rodolfo Raddavero  |
| -- | Argentina (bandiera) | C     | Miguel Valentini   |
| -- | Argentina (bandiera) | C     | Marcelino Vergara  |

| N. |                      | Ruolo | Calciatore          |
| -- | -------------------- | ----- | ------------------- |
| -- | Argentina (bandiera) | A     | Donato Abbatángelo  |
| -- | Argentina (bandiera) | A     | Enrique Bertolini   |
| -- | Argentina (bandiera) | A     | Pedro Calomino      |
| -- | Argentina (bandiera) | A     | Daniel Caso         |
| -- | Argentina (bandiera) | A     | Bartolomé Chiappori |
| -- | Argentina (bandiera) | A     | Juan Gelmi          |
| -- | Argentina (bandiera) | A     | Martín González     |
| -- | Brasile (bandiera)   | A     | Arnulfo Leal        |
| -- | Argentina (bandiera) | A     | Antonio Lodeiro     |
| -- | Argentina (bandiera) | A     | Marcos Micetich     |
| -- | Argentina (bandiera) | A     | Américo Repetto     |
| -- | Uruguay (bandiera)   | A     | Ángel Romano        |
| -- | Argentina (bandiera) | A     | Atilio Somovigo     |
| -- | Argentina (bandiera) | A     | Francisco Taggino   |

## Calciomercato

### Operazioni esterne alle sessioni
| Acquisti         | Acquisti           | Acquisti         | Acquisti         |
| Altre operazioni | Altre operazioni   | Altre operazioni | Altre operazioni |
| R.               | Nome               | da               | Modalità         |
| ---------------- | ------------------ | ---------------- | ---------------- |
| P                | Juan Virtù Bidone  | -                | -                |
| D                | Octavio Cichero    | -                | -                |
| C                | Alfredo Frattini   | -                | -                |
| C                | Luis Giardini      | -                | -                |
| C                | Policarpo Martínez | -                | -                |
| C                | Rodolfo Raddavero  | -                | -                |
| C                | Marcelino Vergara  | -                | -                |
| A                | Daniel Caso        | -                | -                |
| A                | Juan Gelmi         | -                | -                |
| A                | Martín González    | -                | -                |
| A                | Arnulfo Leal       | -                | -                |
| A                | Antonio Lodeiro    | -                | -                |
| A                | Marcos Micetich    | -                | -                |
| A                | Américo Repetto    | -                | -                |
| A                | Ángel Romano       | -                | -                |
| A                | Atilio Somovigo    | -                | -                |

| Cessioni         | Cessioni          | Cessioni         | Cessioni         |
| Altre operazioni | Altre operazioni  | Altre operazioni | Altre operazioni |
| R.               | Nome              | a                | Modalità         |
| ---------------- | ----------------- | ---------------- | ---------------- |
| A                | Anderson          | -                | -                |
| A                | Julio Arce        | -                | -                |
| D                | Atilio Biggeri    | -                | -                |
| C                | Emilio Bonatti    | -                | -                |
| A                | Esteban Carabelli | -                | -                |
| A                | Vicente Cincotta  | -                | -                |
| A                | Juan Eloiso       | -                | -                |
| P                | Lorenzo Etchart   | -                | -                |
| A                | Emilio Malespada  | -                | -                |
| A                | Alex McCulloch    | -                | -                |
| A                | Alfredo Pesce     | -                | -                |
| D/C              | Máximo Pieralini  | -                | -                |
| C                | P. Wickam         | -                | -                |

## Risultati

### Copa Campeonato
| Arbitro: | Perkins |

|                   |           |                                            |
| Doyer 2’ Tula 79’ | Marcatori | 24’ Leal 47’ Leal 73’ Leal 82’ Abbatángelo |

| Arbitro: | Bergalli |

|           |           |                                              |
| Susan 26’ | Marcatori | 42’ Taggino 48’ Leal 50’ Taggino 57’ Taggino |

| Arbitro: | Perkins |

|  |           |                                       |
|  | Marcatori | 10’ Calomino 18’ González 65’ Taggino |

| Arbitro: | Gondra |

|            |           |  |
| Pocock 66’ | Marcatori |  |

| Arbitro: | Rolón |

|          |           |               |
| Leal 56’ | Marcatori | 35’ Chiarello |

| Buenos Aires 18 maggio 1913 6ª giornata | Boca Juniors | - – - (tav.) | Olivos |  |

| Arbitro: | Gondra |

|                                             |           |                           |
| Abbatángelo 7’ Abbatángelo 42’ Calomino 80’ | Marcatori | 25’ Bradbury 60’ Bradbury |

| Arbitro: | Perkins |

|  |           |                        |
|  | Marcatori | 44’ Caso 61’ Bertolini |

| Arbitro: | Perkins |

|                                                                                       |           |  |
| Calomino 11’ Calomino 17’ (rig.) Taggino 27’ Taggino 39’ Calomino 72’ Abbatángelo 89’ | Marcatori |  |

| Arbitro: | Gondra |

|                     |           |               |
| Weiss 50’ Hoare 63’ | Marcatori | 60’ Bertolini |

| Arbitro: | Mac Carthy |

|           |           |                        |
| Mayer 70’ | Marcatori | 23’ García 47’ Pereyra |

| Arbitro: | Bergalli |

|                       |           |                             |
| Dufresne 11’ Leal 35’ | Marcatori | 3’ Abbatángelo 22’ Calomino |

| Arbitro: | Gil |

|                                    |           |            |
| Pérez 8’ Annaratone 52’ Cotero 80’ | Marcatori | 5’ Taggino |

| Arbitro: | Gondra |

|               |           |  |
| Bertolini 40’ | Marcatori |  |

| Arbitro: | Gondra |

|                                                |           |                     |
| Taggino 25’ Calomino 36’ Romano 61’ Romano 80’ | Marcatori | 53’ Negri 71’ Negri |

| Buenos Aires 19 ottobre 1913 16ª giornata | Boca Juniors | - – - (tav.) | Quilmes |  |

| Arbitro: | Barbera |

|                         |           |                   |
| Repetto 20’ Repetto 87’ | Marcatori | 73’ (rig.) Romero |

| Buenos Aires 9 novembre 1913 18ª giornata | Boca Juniors | 0 – 0 referto | San Isidro | \| Arbitro: \| Gondra \| |
| Arbitro:                                  | Gondra       |               |            |                          |

| Buenos Aires 30 novembre 1913 19ª giornata | Boca Juniors | - – - (tav.) | Estudiantes (BA) |  |

### Copa de Competencia Jockey Club

#### Prima fase
| Arbitro: | Alfano |

|                                  |           |           |
| Calomino 34’ (rig.) González 43’ | Marcatori | 66’ Araya |

Con la vittoria contro l'Argentino de Rosario, il Boca Juniors si qualifica alla Seconda fase della Copa Competencia

#### Seconda fase
| Arbitro: | Bergalli |

|                                  |           |               |
| Fernández 13’ Lamelas 30’ (aut.) | Marcatori | 58’ Bertolini |

Con la sconfitta fuori casa contro il San Isidro, il Boca Juniors è stato eliminato dalla Copa Competencia.

### Copa de Honor

#### Prima fase
| Arbitro: | Fravega |

|                                         |           |                                                                  |
| Cretton 15’ M. Martínez 48’ Cretton 76’ | Marcatori | 50’ Romano 69’ (rig.) Calomino 73’ (rig.) Calomino 88’ Bertolini |

Con la vittoria contro l'Argentino de Rosario (di nuovo incontrato dopo la partita in Copa Competencia), il Boca Juniors si qualifica agli ottavi di finale della Copa de Honor.

#### Ottavi di finale
| Arbitro: | Alfano |

|                                                          |           |  |
| Abbatángelo 19’ Bertolini 40’ Abbatángelo 50’ Romano 65’ | Marcatori |  |

Con la vittoria contro il Newell's Old Boys, il Boca Juniors si qualifica ai quarti di finale della Copa de Honor.

#### Quarti di finale
| Arbitro: | Bergalli |

|                                              |           |                                                            |
| Romano 3’ Calomino 21’ Romano 66’ Romano 70’ | Marcatori | 54’ Thompson 60’ Susán 75’ Caminal 83’ Ochandío 103’ Susán |

Grazie alla rete incassata al 103º minuto dei tempi supplementari, il Boca Juniors viene eliminato dalla Copa de Honor.

## Statistiche

### Statistiche di squadra
| Competizione     | In casa | In casa | In casa | In casa | In casa | In casa | In trasferta | In trasferta | In trasferta | In trasferta | In trasferta | In trasferta | Totale | Totale | Totale | Totale | Totale | Totale | DR  |
| Competizione     | G       | V       | N       | P       | Gf      | Gs      | G            | V            | N            | P            | Gf           | Gs           | G      | V      | N      | P      | Gf     | Gs     | DR  |
| ---------------- | ------- | ------- | ------- | ------- | ------- | ------- | ------------ | ------------ | ------------ | ------------ | ------------ | ------------ | ------ | ------ | ------ | ------ | ------ | ------ | --- |
| Primera División | 8       | 5       | 2       | 1       | 18      | 8       | 8            | 4            | 1            | 3            | 17           | 11           | 16     | 9      | 3      | 4      | 35     | 19     | +16 |
| Copa Competencia | 1       | 1       | 0       | 0       | 2       | 1       | 1            | 0            | 0            | 1            | 1            | 2            | 2      | 1      | 0      | 1      | 3      | 3      | 0   |
| Copa de Honor    | 2       | 1       | 0       | 1       | 8       | 5       | 1            | 1            | 0            | 0            | 4            | 3            | 3      | 2      | 0      | 1      | 8      | 3      | +5  |
| Totale           | 11      | 7       | 2       | 2       | 28      | 14      | 10           | 5            | 1            | 4            | 22           | 16           | 21     | 12     | 3      | 6      | 46     | 25     | +21 |

### Statistiche individuali
| Giocatore       | Primera División | Primera División | Primera División | Primera División | Copa Competencia | Copa Competencia | Copa Competencia | Copa Competencia | Copa de Honor | Copa de Honor | Copa de Honor | Copa de Honor | Totale   | Totale | Totale      | Totale     |
| Giocatore       | Presenze         | Reti             | Ammonizioni      | Espulsioni       | Presenze         | Reti             | Ammonizioni      | Espulsioni       | Presenze      | Reti          | Ammonizioni   | Espulsioni    | Presenze | Reti   | Ammonizioni | Espulsioni |
| --------------- | ---------------- | ---------------- | ---------------- | ---------------- | ---------------- | ---------------- | ---------------- | ---------------- | ------------- | ------------- | ------------- | ------------- | -------- | ------ | ----------- | ---------- |
| D. Abbatángelo  | 12               | 5                | 0                | 0                | 2                | 0                | 0                | 0                | 3             | 2             | 0             | 0             | 17       | 7      | 0           | 0          |
| E. Bertolini    | 10               | 3                | 0                | 0                | 2                | 1                | 0                | 0                | 3             | 2             | 0             | 0             | 15       | 6      | 0           | 0          |
| J. Bruzán       | 1                | 0                | 0                | 0                | 0                | 0                | 0                | 0                | 0             | 0             | 0             | 0             | 1        | 0      | 0           | 0          |
| P. Calomino     | 15               | 7                | 0                | 0                | 2                | 1                | 0                | 0                | 3             | 3             | 0             | 0             | 20       | 11     | 0           | 0          |
| C. Capellini    | 2                | 0                | 0                | 0                | 0                | 0                | 0                | 0                | 0             | 0             | 0             | 0             | 2        | 0      | 0           | 0          |
| D. Caso         | 1                | 1                | 0                | 0                | 0                | 0                | 0                | 0                | 0             | 0             | 0             | 0             | 1        | 1      | 0           | 0          |
| O. Cichero      | 1                | 0                | 0                | 0                | 0                | 0                | 0                | 0                | 0             | 0             | 0             | 0             | 1        | 0      | 0           | 0          |
| B. Chiappori    | 1                | 0                | 0                | 0                | 0                | 0                | 0                | 0                | 0             | 0             | 0             | 0             | 1        | 0      | 0           | 0          |
| M. Elena        | 11               | 0                | 0                | 0                | 1                | 0                | 0                | 0                | 1             | 0             | 0             | 0             | 13       | 0      | 0           | 0          |
| A. Frattini     | 1                | 0                | 0                | 0                | 1                | 0                | 0                | 0                | 0             | 0             | 0             | 0             | 2        | 0      | 0           | 0          |
| J. Garibaldi    | 15               | 0                | 0                | 0                | 2                | 0                | 0                | 0                | 3             | 0             | 0             | 0             | 20       | 0      | 0           | 0          |
| J. Gelmi        | 1                | 0                | 0                | 0                | 0                | 0                | 0                | 0                | 0             | 0             | 0             | 0             | 1        | 0      | 0           | 0          |
| L. Giardini     | 2                | 0                | 0                | 0                | 0                | 0                | 0                | 0                | 0             | 0             | 0             | 0             | 2        | 0      | 0           | 0          |
| M. González     | 6                | 1                | 0                | 0                | 1                | 0                | 0                | 0                | 0             | 0             | 0             | 0             | 7        | 1      | 0           | 0          |
| H. Lamelas      | 16               | 0                | 0                | 0                | 2                | 0                | 0                | 0                | 3             | 0             | 0             | 0             | 21       | 0      | 0           | 0          |
| A. Lodeiro      | 2                | 0                | 0                | 0                | 0                | 0                | 0                | 0                | 0             | 0             | 0             | 0             | 2        | 0      | 0           | 0          |
| P. Martínez     | 14               | 0                | 0                | 0                | 2                | 0                | 0                | 0                | 3             | 0             | 0             | 0             | 19       | 0      | 0           | 0          |
| M. Mayer        | 1                | 1                | 0                | 0                | 0                | 0                | 0                | 0                | 0             | 0             | 0             | 0             | 1        | 1      | 0           | 0          |
| M. Micetich     | 1                | 0                | 0                | 0                | 0                | 0                | 0                | 0                | 0             | 0             | 0             | 0             | 1        | 0      | 0           | 0          |
| J. Priano       | 2                | 0                | 0                | 0                | 0                | 0                | 0                | 0                | 1             | 0             | 0             | 0             | 3        | 0      | 0           | 0          |
| A. Repetto      | 1                | 2                | 0                | 0                | 0                | 0                | 0                | 0                | 0             | 0             | 0             | 0             | 1        | 2      | 0           | 0          |
| R. Raddavero    | 1                | 0                | 0                | 0                | 0                | 0                | 0                | 0                | 0             | 0             | 0             | 0             | 1        | 0      | 0           | 0          |
| Á. Romano       | 9                | 2                | 0                | 0                | 1                | 0                | 0                | 0                | 3             | 5             | 0             | 0             | 13       | 7      | 0           | 0          |
| A. Somovigo     | 1                | 0                | 0                | 0                | 0                | 0                | 0                | 0                | 0             | 0             | 0             | 0             | 1        | 0      | 0           | 0          |
| F. Taggino      | 14               | 8                | 0                | 0                | 2                | 0                | 0                | 0                | 3             | 0             | 0             | 0             | 19       | 8      | 0           | 0          |
| M. Valentini    | 12               | 0                | 0                | 0                | 2                | 0                | 0                | 0                | 2             | 0             | 0             | 0             | 16       | 0      | 0           | 0          |
| M. Vergara      | 3                | 0                | 0                | 0                | 0                | 0                | 0                | 0                | 2             | 0             | 0             | 0             | 5        | 0      | 0           | 0          |
| J. Virtù Bidone | 15               | -19              | 0                | 0                | 2                | -3               | 0                | 0                | 3             | -8            | 0             | 0             | 20       | -30    | 0           | 0          |
| A. Leal         | 5                | 5                | 0                | 0                | 0                | 0                | 0                | 0                | 0             | 0             | 0             | 0             | 5        | 5      | 0           | 0          |